# 2104 Toronto
2104 Toronto eller 1963 PD är en asteroid i huvudbältet som upptäcktes den 15 augusti 1963 av den amerikanska astronomen Karl W. Kamper vid Karl Schwarzschild-observatoriet. Den är uppkallad efter University of Toronto.
Asteroiden har en diameter på ungefär 35 kilometer.